# جيك إيفانز
جيك إيفانز (بالإنجليزية: Jake Evans) هو لاعب كرة قاعدة أمريكي، ولد في 22 سبتمبر 1856 في بالتيمور في الولايات المتحدة، وتوفي بنفس المكان في 16 يناير 1907.

## وصلات خارجية
- جيك إيفانز على موقعبيزبول رفرنس.كوم (الدوري الرئيسي) (الإنجليزية)
- جيك إيفانز على موقعبيزبول رفرنس.كوم (الدوري الثانوي) (الإنجليزية)